# Oberndorf am Neckar

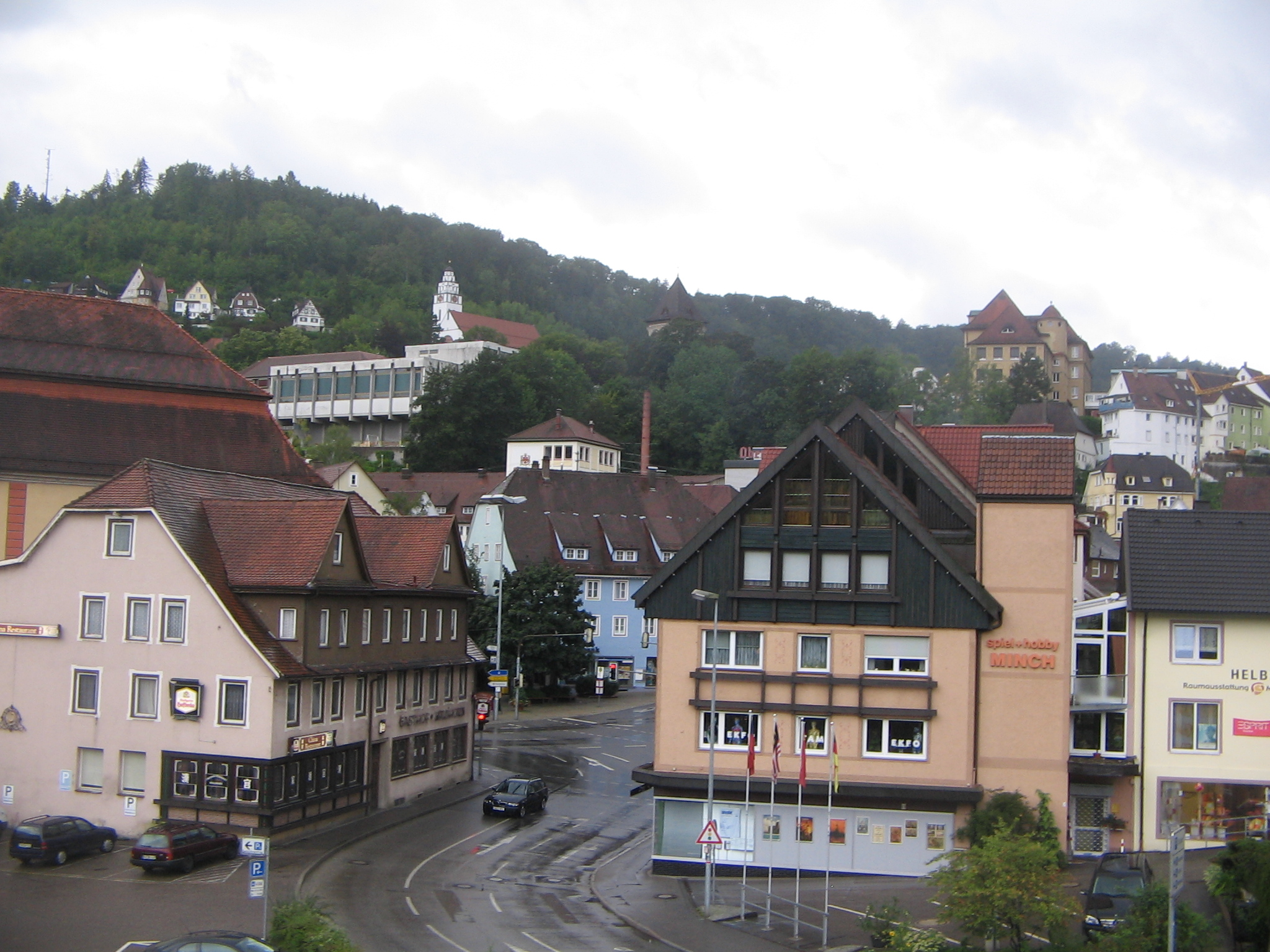
Oberndorf am Neckar. Vedere din orașul de jos (Unterstadt)

Oberndorf am Neckar este un oraș din districtul Rottweil, din Baden-Württemberg, Germania. Este situat pe râul Neckar, la 15 km. nord de Rottweil.